# سيلفستر جي. هيل
سيلفستر جي. هيل (بالإنجليزية: Sylvester G. Hill)‏ هو ضابط أمريكي، ولد في 10 يونيو 1829 في East Greenwich, Rhode Island ‏ في الولايات المتحدة، وتوفي في 15 ديسمبر 1864 في ناشفيل في الولايات المتحدة.